# Campionati del mondo di ciclismo su strada 1991
I Campionati del mondo di ciclismo su strada 1991 si disputarono a Stoccarda, in Germania.
Furono assegnati cinque titoli:
- Prova in linea femminile, gara di 79 km
- Cronometro a squadre femminile
- Prova in linea maschile Dilettanti, gara di 173,800 km
- Cronometro a squadre maschile, gara di 100 km
- Prova in linea maschile Professionisti, gara di 252,800 km

## Medagliere
| Pos.   | Nazione          | Oro | Argento | Bronzo | Totale |
| ------ | ---------------- | --- | ------- | ------ | ------ |
| 1      | Italia           | 2   | 1       | 0      | 3      |
| 2      | Paesi Bassi      | 1   | 2       | 0      | 3      |
| 3      | Ucraina          | 1   | 0       | 0      | 1      |
| 3      | Francia          | 1   | 0       | 0      | 1      |
| 5      | Stati Uniti      | 0   | 1       | 0      | 1      |
| 5      | Germania         | 0   | 1       | 0      | 1      |
| 7      | Canada           | 0   | 0       | 1      | 1      |
| 7      | Spagna           | 0   | 0       | 1      | 1      |
| 7      | Svizzera         | 0   | 0       | 1      | 1      |
| 7      | Norvegia         | 0   | 0       | 1      | 1      |
| 7      | Unione Sovietica | 0   | 0       | 1      | 1      |
| Totale | Totale           | 5   | 5       | 5      | 15     |

## Sommario degli eventi
| Eventi                        | Oro                                      | Tempo                      | Argento                                     | Tempo | Bronzo                                                    | Tempo |
| Uomini Professionisti         |                                          |                            |                                             |       |                                                           |       |
| Gara in linea dettagli        | Gianni Bugno Italia                      | 6h20'23" Media 39,875 km/h | Steven Rooks Paesi Bassi                    | s.t.  | Miguel Indurain Spagna                                    | s.t.  |
| Uomini Dilettanti             |                                          |                            |                                             |       |                                                           |       |
| Gara in linea dettagli        | Viktor Ržaksinskij Unione Sovietica      | ?                          | Davide Rebellin Italia                      | ?     | Beat Zberg Svizzera                                       | ?     |
| Cronometro a squadre dettagli | Italia Anastasia, Colombo, Contri, Peron | ?                          | Germania Berndt, Dittert, Peschel, Rich     | ?     | Norvegia Kristiansen, Saether, Skaane, Stenersen          | ?     |
| Donne                         |                                          |                            |                                             |       |                                                           |       |
| Gara in linea dettagli        | Leontien van Moorsel Paesi Bassi         | ?                          | Inga Thompson Stati Uniti                   | ?     | Alison Sydor Canada                                       | ?     |
| Cronometro a squadre dettagli | Francia Clignet, Gendron, Marsal, Odin   | ?                          | Paesi Bassi de Bruin, Knol, Schop, Westland | ?     | Unione Sovietica Grinina, Kibardina, Polchanova, Zagorska | ?     |